# Gonodonta alexandra
Gonodonta alexandra là một loài bướm đêm trong họ Noctuidae.